# Selobanteng
Selobanteng is een bestuurslaag in het regentschap Situbondo van de provincie Oost-Java, Indonesië. Selobanteng telt 1837 inwoners (volkstelling 2010).